# Jego muzyczna kariera
Jego muzyczna kariera (ang. His Musical Career) – amerykański niemy film komediowy z 1914 roku, w reżyserii Charliego Chaplina. Premiera filmu odbyła się 7 listopada 1914.

## Obsada
- Charlie Chaplin – Charlie, dostawca pianina
- Mack Swain – Ambrose, partner Charliego
- Charley Chase – dyrektor
- Fritz Schade – pan Rich
- Joe Bordeaux – pan Poor
- Alice Howell – pani Rich
- Norma Nichols – panna Poor